# Знаменски
Знаменски (рус. Знаменский) насељено је место на југозападу европског дела Руске Федерације. Налази се у централном делу Краснодарске покрајине и административно припада њеном Краснодарском градском округу.
Према подацима националне статистичке службе РФ за 2010. у насељу је живело 6.242 становника.

## Географија
Насеље Знаменски се налази на источној периферији града Краснодара од кога је одвојено деоницом аутопута М4. Јужно од насеља налази се аеродром Пашковски.

## Историја
Као засебно насеље егзистира од 1977. године.

## Демографија
Према подацима са пописа становништва 2010. у насељу је живело 6.242 становника.
| 1989. | 2002. | 2010. |
| ----- | ----- | ----- |
| [ 1 ] | 2.921 | 6.242 |